# Résolution 1110 du Conseil de sécurité des Nations unies
Membres permanents
- Chine
- États-Unis
- France
- Royaume-Uni
- Russie

Membres non permanents
- Chili
- Corée du Sud
- Costa Rica
- Égypte
- Guinée-Bissau
- Japon
- Kenya
- Pologne
- Portugal
- Suède

Résolution no 1109 Résolution no 1111
La résolution 1110 du Conseil de sécurité des Nations unies, adoptée à l'unanimité le 28 mai 1997, après avoir rappelé les résolutions 1082 (1996) et 1105 (1997), a renouvelé le mandat de la Force de déploiement préventif des Nations unies (FORDEPRENU) en Macédoine jusqu'au 30 novembre 1997.
La mission de maintien de la paix de la FORDEPRENU a joué un rôle important dans la promotion de la paix et de la stabilité en Macédoine. Le Conseil de sécurité des Nations unies a également rappelé la résolution 1101 (1997) sur la rébellion en Albanie voisine. Entre-temps, les relations de la Macédoine avec la république fédérale de Yougoslavie (Serbie et le Monténégro) ont considérablement progressé et ont permis la signature un accord sur la démarcation de leur frontière commune. La Macédoine avait demandé que le mandat de la FORDEPRENU soit prorogé, et il a été noté que la stabilité dans la région restait fragile, compte tenu de l'évolution de la situation en Albanie.
Le Conseil de sécurité a prolongé le mandat de la FORDEPRENU jusqu'au 30 novembre 1997 et a autorisé une réduction de sa composante militaire, à compter du 1er octobre 1997, de 300 hommes. Le secrétaire général Kofi Annan a été prié de tenir le Conseil informé de l'évolution de la situation, en faisant rapport sur la composition, le déploiement, la capacité et le mandat de la FORDEPRENU, en prenant note des élections parlementaires et de la situation en Albanie au 15 août 1997. À cet égard, le redéploiement de la FORDEPRENU a été salué.

## Voir également
- Dislocation de la Yougoslavie
- Débat autour du nom de la Macédoine
- Guerres de Yougoslavie